# Walking on Broken Glass
Walking on Broken Glass è il terzo singolo estratto da Diva, primo album da solista della cantautrice britannica Annie Lennox.
Il singolo è una traccia pop orchestrale accompagnata da violini, organi e da un incessante pianoforte, che costituisce la caratteristica principale di tutta la canzone.
Raggiunse il 1º posto della classifica dei singoli in Canada ed ebbe un notevole successo in Regno Unito (8º posto) e negli Stati Uniti (14º posto).
Il singolo è uno dei successi inclusi nella prima raccolta di Annie Lennox, The Annie Lennox Collection, pubblicata nel 2009.

## Video musicale
L'ambientazione del videoclip, diretto da Sophie Muller, ricorda quella del film Le relazioni pericolose. Nel video si assiste ad una scena di gelosia da parte di una donna che, nonostante sia impegnata, non riesce a dimenticare il suo ex amante. Al videoclip hanno partecipato John Malkovich e Hugh Laurie.

## Tracce
1. Walking On Broken Glass (Single Version) – 3:58
2. It's Alright (Baby's Coming Back) – 4:18
3. River Deep, Mountain High – 3:33
4. Here Comes the Rain Again – 4:44

## Classifiche
| Classifica (1992)                              | Posizione massima |
| ---------------------------------------------- | ----------------- |
| Canada                                         | 1                 |
| Regno Unito                                    | 8                 |
| Irlanda                                        | 8                 |
| Classifica generale di Billboard (Stati Uniti) | 14                |
| Germania                                       | 51                |
| Australia                                      | 58                |
| Svezia                                         | 31                |